# Mahmoud Sarsak
 (juillet 2012).
Si vous disposez d'ouvrages ou d'articles de référence ou si vous connaissez des sites web de qualité traitant du thème abordé ici, merci de compléter l'article en donnant les références utiles à sa vérifiabilité et en les liant à la section « Notes et références ».
 (janvier 2015).
Mahmoud Sarsak  (arabe : محمود السرسك) est un footballeur palestinien, membre de l'équipe nationale de football en Palestine, né le 20 janvier 1987 à Rafah en Palestine. 
En 2012, il fait pendant trois mois une grève de la faim alors qu'il est emprisonné sans procès en Israël, accusé d'être un combattant illégal lié au Mouvement du Jihad islamique en Palestine. Il est libéré de prison le 10 juillet 2012.

## Carrière
Mahmoud Sarsak commence sa carrière avec les équipes locales basées à Rafah dans le sud de la bande de Gaza. À l'âge de 17 ans, il participe à un tournoi de jeunes en Norvège puis est appelé plus tard en équipe de Palestine junior pour une rencontre face à l'Irak.

## Arrestation
Mahmoud Sarsak est arrêté le 22 juillet 2009 au passage d'Erez, lors d'un voyage entre son domicile à Gaza et la Cisjordanie où il se rend pour découvrir son nouveau club à Balata. Il est détenu avec pour motif d'être un combattant illégal lié au Mouvement du Jihad islamique en Palestine. Le Shin Bet, service de sécurité générale israélien, l'accuse d'avoir lancé une bombe qui a blessé un soldat israélien. L'agence déclare qu'elle n'a pas suffisamment de preuves pour un procès et il est alors détenu pendant trois ans sans accusations formelles.

### Détention et grève de la faim
Détenu en tant que « combattant illégal », il ne fait l'objet d'aucun procès, est privé de l'assistance d'un avocat et de droit de visite. Il subit au début de sa détention de fréquents interrogatoires qui le conduiront à être hospitalisé cinq fois.
Il commence sa grève de la faim le 19 mars 2012, à la suite du renouvellement de sa détention administrative pour la sixième fois. Il reçoit des  perfusions tout au long de sa grève, et le 14 mai rejette un accord mettant fin à une grève de la faim d'un mois organisée par d'autres prisonniers palestiniens. Il insiste pour obtenir le statut de prisonnier de guerre et refuse une offre des autorités israéliennes lui proposant l'exil en Norvège pendant trois mois. Au cours de sa grève, Sarsak a perdu près de la moitié de son poids habituel.
Des responsables palestiniens et des médecins déclarent le 14 juin que Mahmoud Sarsak arrêtent sa grève de la faim à la suite d'une rencontre avec des responsables israéliens. Le 18 juin, son avocat indique qu'un accord est conclu pour une libération le 10 juillet.

### Réactions internationales
Le 5 juin 2012, des militants pro-palestiniens basés à Londres organisent une série de manifestations visant à attirer l'attention sur son cas.
Le 8 juin 2012, la FIFPro, syndicat mondial des footballeurs professionnels, appelle à sa libération immédiate. Ceci est suivi d'appels similaires par les footballeurs Éric Cantona et Frédéric Kanouté, le président de l'UEFA Michel Platini et le président de la FIFA Sepp Blatter. En dehors du monde du football, le réalisateur Ken Loach et l'artiste Noam Chomsky demandent également sa libération. Le 14 juin, Amnesty International appelle à la libération et l'admission en hôpital de Mahmoud Sarsak, la non possibilité d'accès à un traitement médical approprié équivalent à un traitement inhumain et dégradant.
La Fédération palestinienne de football (PFF) demande également à l'UEFA de retirer l'organisation du Championnat d'Europe espoirs 2013 à Israël en raison de la détention de Mahmoud Sarsak. La PFF argumente en déclarant qu'Israël est en "violation directe de la réglementation de la FIFA". Michel Platini rejette la demande et accuse le PFF de faire du lobbying anti-Israël. Sepp Blatter et le président du Comité international olympique, Jacques Rogge, soutiennent Michel Platini.

### Libération
Le 10 juillet 2012, Mahmoud Sarsak est libéré de prison. À son arrivée à Gaza, une cérémonie d'accueil est organisée, au cours de laquelle des dizaines de membres du Jihad islamique ont tiré des rafales de fusils en l'air. Nafez Azzam, un des leaders du groupe, décrit Sarsak comme « l'un de nos membres nobles. » Des bannières noires du Jihad islamique sont également affichées sur les habitations environnantes et les rues sont décorées avec des portraits géants de Sarsak. Après sa sortie de sa voiture, il est hissé sur des épaules et après avoir embrassé ses amis et sa famille, il déclare « C'est une victoire pour les prisonniers et je remercie tous les palestiniens, les organismes arabes et internationaux et les personnes qui se sont levés pour moi. »
Le Jihad islamique publie un communiqué déclarant sa libération comme « une victoire de la volonté, la détermination et la fermeté. » Par ailleurs, après sa libération, Amnesty International exprime son soulagement et appelle Israël à mettre fin à la pratique de la détention administrative.
Mahmoud Sarsak affirme dans un entretien exclusif avec ShemsFM que le président du Club africain, Slim Riahi l'a contacté juste après avoir quitté la prison et lui a proposé de rejoindre le club en Tunisie dans les jours qui viennent.
Il déclare vouloir s'engager pour « défendre la cause palestinienne dans le monde entier », et faire entendre « les cris de désespoir » des Palestiniens qui « croupissent par milliers dans ces tombes pour vivants » que sont les prisons israéliennes.

## Source
- « Mahmoud Sarsak: "j'ai reçu une offre de Slim Riahi à ma sortie de prison" », sur Shems FM, 13 juillet 2012.